# 圣瑞斯特马尔蒙
圣瑞斯特马尔蒙（法語：Saint-Just-Malmont，法語發音：[sɛ̃ ʒy(st) malmɔ̃]）是法国上卢瓦尔省的一个市镇，位于该省东北部，和卢瓦尔省接壤，属于伊桑若区。

## 地理
圣瑞斯特马尔蒙（45°20'22"N, 4°18'46"E）面积23.28 平方千米，位于法国奥弗涅-罗讷-阿尔卑斯大区上盧瓦爾省，该省份为法国中南部省份，北起多姆山省和卢瓦尔省，西接康塔爾省，南至洛泽尔省，东临阿尔代什省。
与圣瑞斯特马尔蒙接壤的市镇（或旧市镇、城区）包括：勒尚邦-弗日罗勒、菲尔米尼、容济约、圣罗曼莱萨特、沃莱地区圣迪迪耶、圣费雷奥勒多鲁尔、圣维克托马莱斯库尔。
圣瑞斯特马尔蒙的时区为UTC+01:00、UTC+02:00（夏令时）。

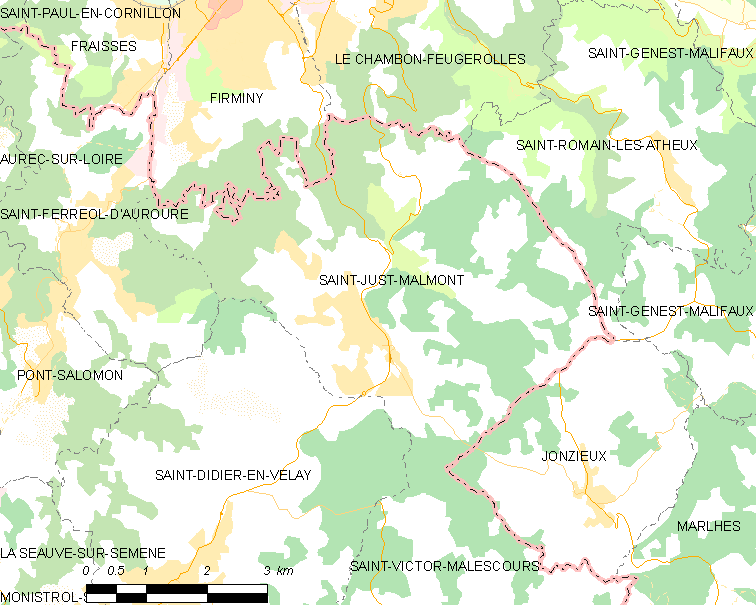
圣瑞斯特马尔蒙的OSM定位图

## 行政
圣瑞斯特马尔蒙的邮政编码为43240，INSEE市镇编码为43205。

## 政治
圣瑞斯特马尔蒙所属的省级选区为卢瓦尔河畔欧雷克县。

## 交通
上卢瓦尔省省道D10线、D234线和D500线经过境内。

## 人口

1962-2008年间圣瑞斯特马尔蒙人口变化图示

圣瑞斯特马尔蒙于2022年1月1日时的人口数量为4220人。